# Choqueuse-les-Bénards
Choqueuse-les-Bénards é uma comuna francesa na região administrativa de Altos da França, no departamento de Oise. Estende-se por uma área de 4,16 km². Em 2010 a comuna tinha 102 habitantes (densidade: 24,5 hab./km²).